# F.E.A.R. 2: Project Origin
F.E.A.R. 2: Project Origin is een horror first-person shooter videospel ontwikkeld door Monolith Productions.

## Gameplay
Het is 3 jaar nadat Alma een paranormale explosie had veroorzaakt. Auburn is bedekt onder puin en zit vol met geesten, demonen en andere wezens. Je speelt dit keer als Becket die zich moet worstelen door Auburn om in contact te komen met zijn teamgenoten. Onderweg word je soms geholpen door Alma, ze wijst je de weg (kinderlijke vorm) of ze helpt je in situaties waar je niet meer uit kan komen (volwassen vorm). Alma is niet altijd even aardig, soms probeert ze je ook te vermoorden en moet je meerdere keren op een knop drukken om jezelf te redden.
Met behulp van SlowMo kan je de tijd vertragen en makkelijker je vijanden brutaal afslachten, ze zijn een stuk slimmer geworden vergeleken met F.E.A.R. 1. Ze zoeken dekking achter pilaren, tafels of muren. Ze gooien ook veel granaten wat meestal geen succes is aangezien ze niet goed kunnen mikken. Het spel is ook enger geworden en vaker zal de speler schrikken.

## Ontvangst
F.E.A.R. 2 heeft een gemiddelde score van 77% van Metacritic. IGN gaf het spel een 8.3/10 en vond dat het geluid een grote rol speelde in de sfeer en dat het spel er goed uitzag op de consoles, maar nog beter op de PC.

## Trivia
- Het spel is opgenomen in het boek 1001 Video Games You Must Play Before You Die van Tony Mott.